# Клуа, Селви
Селви Клуа Оя (исп. Selvi Clua Oya; 29 января 2005, Эль-Пинель-де-Брай, Испания) — испанский футболист, полузащитник клуба «Жирона».

## Клубная карьера
20 августа 2023 года Клуа дебютировал за основную команду «Жироны» в матче чемпионата Испании против «Хетафе».